# Katharina Bergfeld

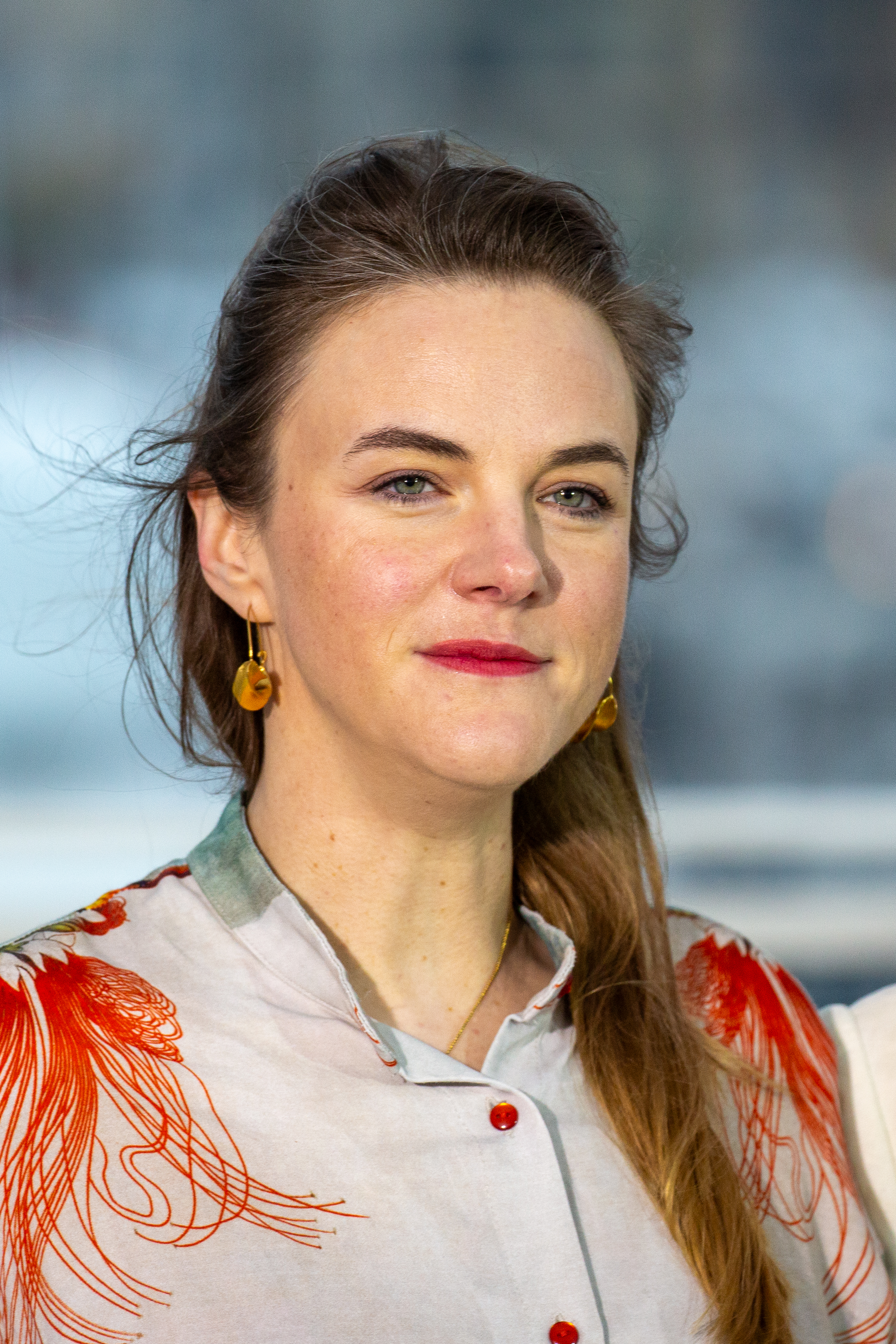
Katharina Bergfeld (2025)

Katharina Bergfeld (* 1981 in Berlin) ist eine deutsche Filmproduzentin.

## Werdegang
Von 2002 bis 2005 studierte Katharina Bergfeld an der Europa-Universität Viadrina Kulturwissenschaften und schloss mit dem Bachelor of Arts ab. Im Anschluss studierte sie an der Filmuniversität Babelsberg Konrad Wolf AV-Medienwissenschaft (Audiovisual Media Science, 2005–2009). Für ihre Diplomarbeit wurde sie 2010 mit dem medius-Preis ausgezeichnet, der „für innovative, wissenschaftliche und praxisorientierte Abschlussarbeiten“ vergeben wird. Danach war sie bis 2013 Produktionsassistentin bei der Berliner Filmproduktionsfirma credo:film.
Seit 2014 arbeitet sie bei der Filmproduktionsgesellschaft Flare Film und ist für die Produktion der Dokumentarfilme zuständig. Weiterhin ist sie seit 2017 als Gastdozentin für die Deutsche Film- und Fernsehakademie Berlin sowie für verschiedene Festivals tätig. Ihre Produktion Anima – Die Kleider meines Vaters von Uli Decker wurde im Januar 2022 auf dem Filmfestival Max Ophüls Preis vorgestellt. 2025 hatte Zirkuskind auf den Internationalen Filmfestspielen Berlin Weltpremiere und erhielt von der Kinderjury eine Lobende Erwähnung bei der Auswahl des Gläsernen Bären in der Kategorie Kplus.
Bergfeld ist Mitglied der Deutschen und der Europäischen Filmakademie.

## Filmografie
- 2010: Wenn die Kühe Glocken tragen (Kurzdokumentarfilm)
- 2017: Eingeimpft – Familie mit Nebenwirkungen
- 2019: Berlin Bouncer
- 2019: Verteidiger des Glaubens
- 2020: Walchensee Forever
- 2020: Glitzer & Staub
- 2021: Everything Will Change
- 2022: Anima – Die Kleider meines Vaters
- 2025: Zirkuskind
- 2025: Wilma will mehr

## Werke
- Kulturtransfer und Bedeutungsverschiebung. Ansätze einer Rezeptionsästhetik der Synchronisation am Beispiel der Serie Die Simpsons[1]

## Auszeichnung
- 2010: Medius-Preis[8][9]